# Kirche St. Panteleimon (Nerezi)

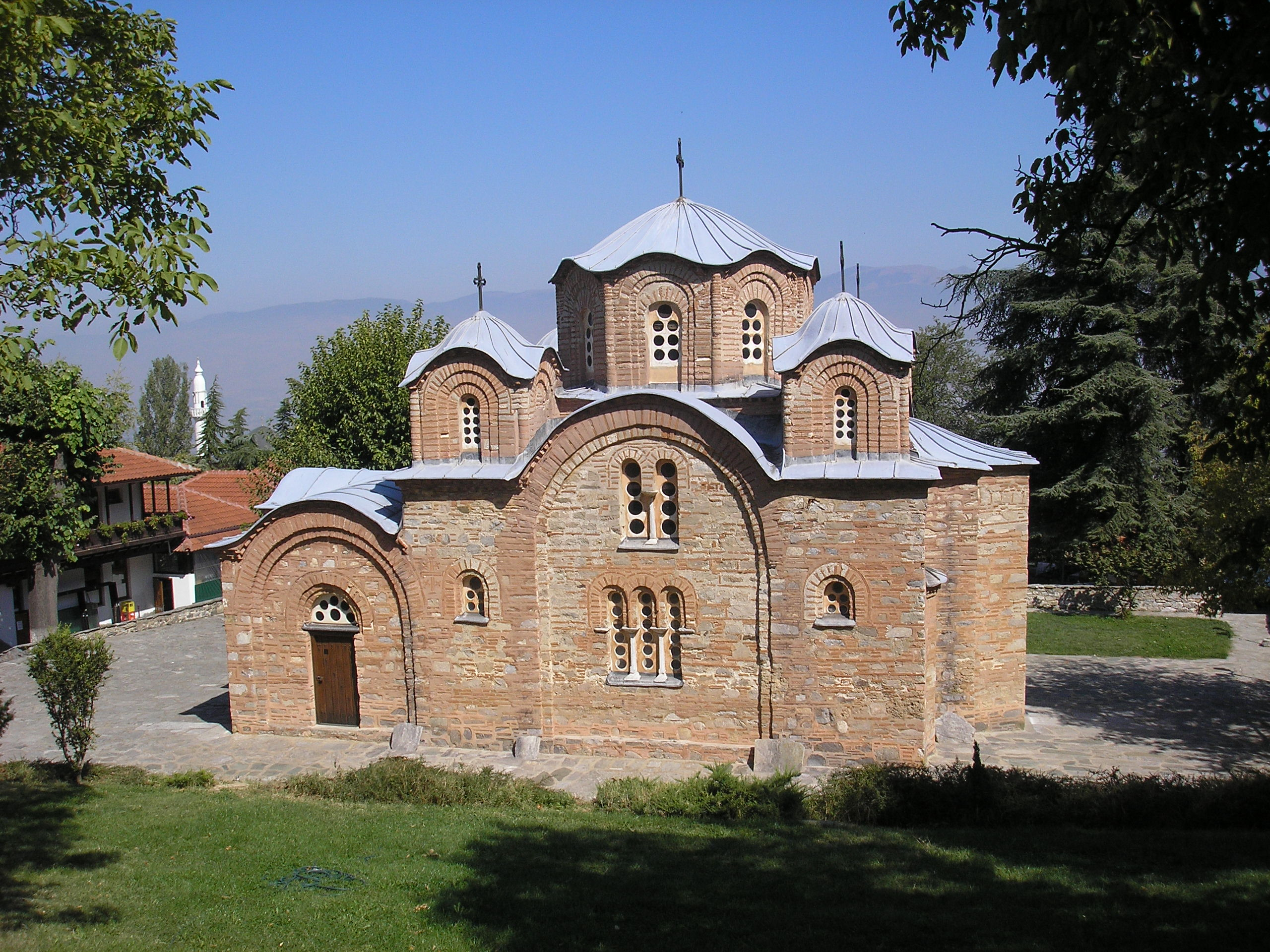
Die Kirche St. Panteleimon in Nerezi

Die mazedonisch-orthodoxe Kirche St. Pantaleon (mazedonisch: Црква Свети Пантелејмон) in Gorno Nerezi nahe Skopje ist eine der ältesten und bedeutendsten Kirchen in Nordmazedonien und ist ein gutes Beispiel für eine byzantinische Kreuzkuppelkirche komnenischer Zeit. Sie ist dem Hl. Panteleimon, dem Patron der Ärzte geweiht.

## Geschichte
Erbaut durch Prinz Alexios Angelos Komnenos wurde sie im Jahre 1164 fertiggestellt. Die Stifterinschrift befindet sich über dem Hauptportal:

„Die Kirche des heiligen und berühmten Märtyrers Pantaleon wurde wunderschön errichtet mit der Hilfe von Prinz Alexios Komnenos, dem Sohn der purpurgeborenen Theodora, im neunten Monat am 13. Tag 1164.“

## Architektur
Es handelt sich vom Bautyp her um eine Kreuzkuppelkirche mit westlich angebautem Narthex.

## Ausmalung

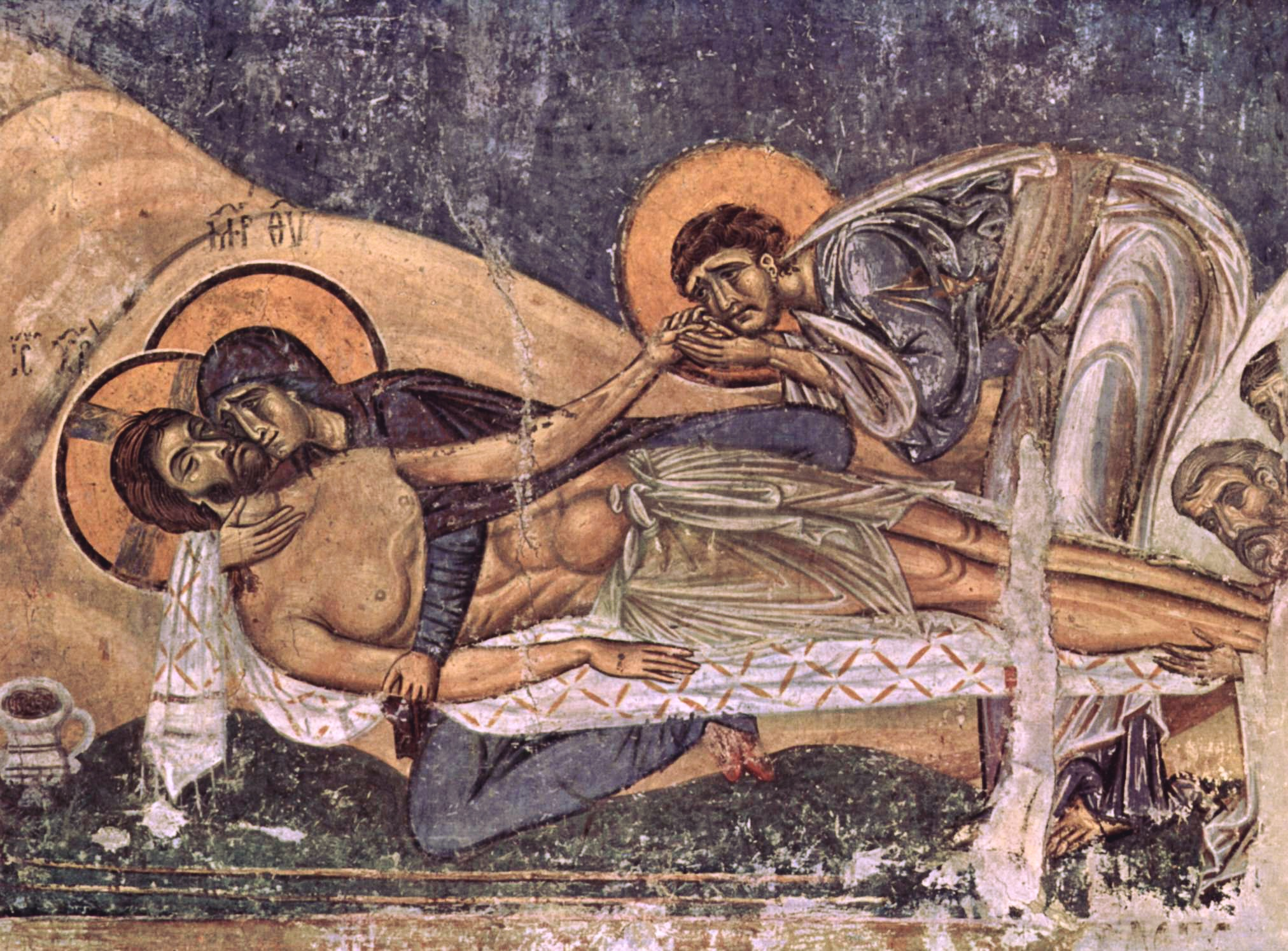
Beweinung Christi (Detail), Fresko von ca. 1164

Besonders sehenswert sind die um 1164 gemalten Fresken.

### Festbildzyklus
Der Naos der Kirche ist mit einem Festbildzyklus ausgemalt. Er umfasst Christi Geburt, Darstellung im Tempel, Verklärung, Auferweckung des Lazarus, Einzug in Jerusalem, Kreuzigung, Kreuzabnahme und Beweinung.
In der Apsis befindet sich unter einem Halbbild Marias die Darstellung der Apostelkommunion.

### Heilige
Unterhalb der Festbilder werden Heilige der Ostkirche dargestellt, darunter Arsenius von Scete, Johannes von Damaskus, Josef der Hymnograph, Makarios der Ägypter, Paulus von Theben, Theophanes Graptos und Theodor Studites sowie weitere heilige Mönche und Gelehrte. Aber auch einige heilige Krieger werden in byzantinischer Rüstung dargestellt.

### Maler
Der unbekannte Maler wird als „Vorgänger Giotto di Bondones und Cimabues“ bezeichnet, weil die Körper überzeugend modelliert sind und die menschlichen Gefühle überaus sensibel-realistisch zum Ausdruck kommen. Dies zeigt sich ganz besonders in der Beweinung Christi. Außer dem Leben und der Passion Christi werden Teile des Marienlebens sowie Kirchenfürsten und Heilige dargestellt.
Der Altarraum wird von einer steinernen Ikonostasis geschlossen, die ebenfalls aus dem 12. Jahrhundert stammt. Der Patron der Kirche, Panteleimon (Pantaleon), ist in einem zur Ikonastasis gehörenden Ikonenrahmen dargestellt mit seinen Attributen als Arzt und Heiler.